# 曼達國家公園
曼達國家公園（Manda National Park）是乍得南部的自然保護區，位於薩爾西北面，成立於1969年，佔地1,140平方公里，66％地區被草原灌木覆蓋，其餘植被分別是31％的森林和2％的草原，該地區年均降量量1,000毫米。